# От-Ажуа
От-Ажуа (фр. Haute-Ajoie) — громада  в Швейцарії в кантоні Юра, округ Порантрюї.

## Географія
Громада розташована на відстані близько 60 км на північний захід від Берна, 27 км на захід від Делемона.
От-Ажуа має площу 40,9 км², з яких на 4,1% дозволяється будівництво (житлове та будівництво доріг), 56,3% використовуються в сільськогосподарських цілях, 39,6% зайнято лісами, 0% не є продуктивними (річки, льодовики або гори).

## Демографія
2019 року в громаді мешкало 1085 осіб (-6,1% порівняно з 2010 роком), іноземців було 8,4%. Густота населення становила 27 осіб/км².
За віковим діапазоном населення розподілялося таким чином: 17,8% — особи молодші 20 років, 55,5% — особи у віці 20—64 років, 26,7% — особи у віці 65 років та старші. Було 504 помешкань (у середньому 2,1 особи в помешканні).
Із загальної кількості 782 працюючих 136 було зайнятих в первинному секторі, 472 — в обробній промисловості, 174 — в галузі послуг.